# Bogdan Raczkowski

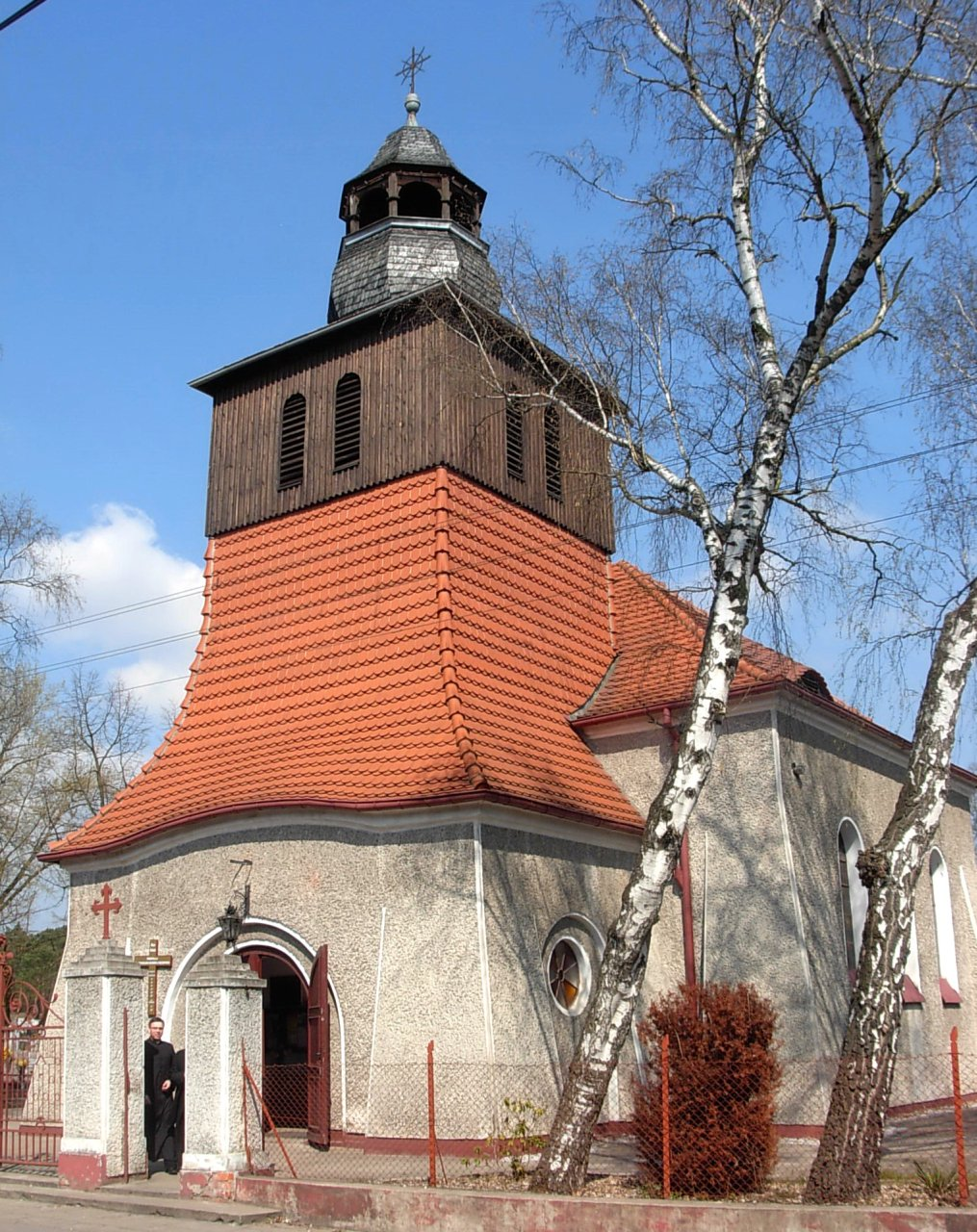
Kościół św. Stanisława Biskupa i Męczennika w Bydgoszczy wzniesiony w latach 1923–1924 według projektu Bogdana Raczkowskiego

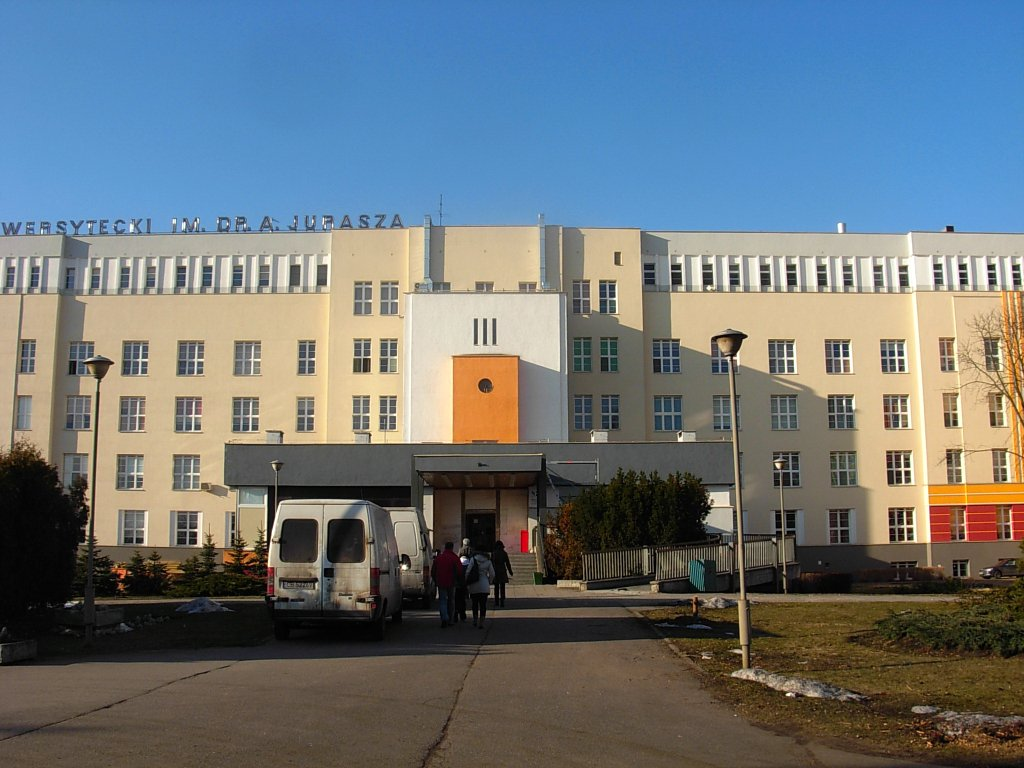
Szpital miejski, wzniesiony w latach 1929–1936, rozbudowany w okresie powojennym – stan obecny

Bogdan Feliks Raczkowski (ur. 1888 w Poznaniu, zm. 1939 w Bydgoszczy) – inżynier, architekt, bydgoski radca miejski.

## Życiorys
Urodził się 12 marca 1888 w Poznaniu. Był synem Feliksa i Walentyny z Dobrowolskich. Jego starszy brat Tadeusz był w późniejszym okresie kierownikiem szkoły rolniczej w Bydgoszczy; jesienią 1939 r. został zamordowany w bydgoskiej Dolinie Śmierci.
Studia techniczne ukończył w Heidelbergu, uzyskując tytuł inżyniera architekta. Jeszcze przed wybuchem I wojny światowej wygrał konkurs na projekt budowlany w Charkowie w Rosji, a następnie został kierownikiem budowy. Po wybuchu rewolucji bolszewickiej w Rosji w 1917 r. powrócił drogą okrężną przez Rumunię, Węgry, Czechosłowację do rodzinnego Poznania.

### Działalność w Bydgoszczy
W marcu 1921 r. przeniósł się do Bydgoszczy, gdzie 29 grudnia tego roku objął stanowisko radcy miejskiego, kierownika Urzędu Budownictwa Naziemnego. Od grudnia 1922 r. wchodził w skład Komitetu Rozbudowy Miasta. Pełnił w nim przez szereg lat funkcję zastępcy przewodniczącego (przewodniczył prezydent miasta). Opracował program przestrzennego rozwoju miasta oraz planował i nadzorował niezbędne inwestycje.
W okresie pełnienia przez niego stanowiska radcy, Bydgoszcz wzbogaciła się o szereg obiektów mieszkalnych finansowanych przez magistrat na przedmieściach: Babiej Wsi, Biedaszkowie, Bielawach, Jachcicach i w Śródmieściu. Zbudowano elektrownię, dworzec autobusowy, stadion miejski, szkoły powszechne na Bielawach i Jachcicach oraz kilka obiektów przemysłowych (m.in. „Kabel Polski”). Wykonano wiele remontów i poprawiono estetykę miasta. Prawdziwą dumą Bydgoszczy była budowa szpitala miejskiego na 600 łóżek. Projektantem tej wielkiej inwestycji miejskiej wznoszonej kosztem 7,5 mln złotych był on sam oraz arch. Kazimierz Skiciński. Projekt tej budowy poprzedził ogólnopolski konkurs architektoniczny w 1929 r. oraz wieloletnie studia koncepcyjne i różne warianty rozwiązań technicznych. W 1923 r. opracował projekt budowy kościoła św. Stanisława na Siernieczku. Architektura tego obiektu sakralnego, nawiązująca do ludowego charakteru barokowych świątyń w kraju, zyskała sobie pełne uznanie bydgoszczan i miejscowego środowiska architektonicznego.
Po przepracowaniu 13 lat, mając zaledwie 46 lat przeszedł na emeryturę. Wkrótce podjął jednak pracę jako rzeczoznawca w bydgoskim oddziale Banku Gospodarstwa Krajowego. Udzielał się w Towarzystwie Przyjaciół Sztuk Pięknych w Bydgoszczy (członek zarządu, ostatni prezes). Był również członkiem Związku Zawodowego Plastyków Wielkopolsko-Pomorskich.

### Losy w okresie okupacji
Po najeździe Niemiec na Polskę we wrześniu 1939 r. opuścił z rodziną Bydgoszcz, udając się do Kutna, gdzie mieszkała rodzina jego żony. Do Bydgoszczy Raczkowscy powrócili w końcu września 1939 r., lecz ich dom przy ulicy Adama Asnyka 1 był już zajęty przez jakiegoś dygnitarza niemieckiego. W tej sytuacji zamieszkali u krewnego przy placu Weyssenhoffa. 2 października 1939 r. zostali aresztowani i rozstrzelani prawdopodobnie w Lesie Gdańskim 4 października tego roku. Aresztowania i śmierci szczęśliwie uniknął jedynie syn Raczkowskiego - Zdzisław.

### Rodzina
Bogdan Raczkowski był żonaty z Marią Józefą z Zawadzkich (ur. 1895, ślub 1917 w Charkowie). Miał córkę Danutę Walentynę (1920-1939) i Zbisława Rajmunda (1923).

## Upamiętnienie
W 2012 r. w wyniku konkursu, nazwano jego imieniem jedną z ulic na terenie Bydgoskiego Parku Przemysłowo-Technologicznego.